# Espostocactus mirabilis
Espostocactus mirabilis är en kaktusväxtart som först beskrevs av Werner Rauh och Curt Backeberg, och fick sitt nu gällande namn av Gordon Douglas Rowley. Espostocactus mirabilis ingår i släktet Espostocactus och familjen kaktusväxter. Inga underarter finns listade i Catalogue of Life.